# راسل‌دیل (ویرجینیای غربی)
راسل‌دیل (به انگلیسی: Russelldale) یک منطقهٔ مسکونی در ایالات متحده آمریکا است که در شهرستان مینرال، ویرجینیای غربی واقع شده‌است.